# Jezikovne manjšine v Italiji
V Italiji je veliko jezikovnih manjšin, ki pripadajo različnim jezikovnim skupinam. Po podatkih italijanskega Ministrstva za notranje zadeve približno 5% prebivalstva Italije ne šteje italijanščine za materni jezik. Po zakonu št. 38 iz leta 2001 te osebe niso opredeljeni kot npr. Slovenci ali Nemci, temveč praviloma kot "slovensko (oziroma nemško) govoreči italijanski državljani".
Dežele, v katerih bivajo pripadniki manjšinskih skupin, so sledeče:
- Dolina Aoste: francoščina, arpitanščina ali frankoprovansalščina, walserska nemščina
- Piemont: francoščina, frankoprovansalščina ali arpitanščina, okcitanščina, walserska nemščina
- Trentinsko - Zgornje Poadižje: nemščina, ladinščina, cimbrijščina ali cimbrska nemščina, mohenščina ali fersentalerska nemščina
- Benečija: ladinščina, nemščina, cimbrijščina ali cimbrska nemščina
- Furlanija - Julijska krajina: furlanščina, nemščina, slovenščina
- Ligurija: okcitanščina
- Sardinija: sardinščina, katalonščina
- Molize: albanščina, hrvaščina
- Abruci: albanščina
- Apulija: albanščina, arpitanščina, grščina
- Kampanija: albanščina
- Bazilikata: albanščina
- Kalabrija: albanščina, grščina, okcitanščina
- Sicilija: albanščina

6. člen italijanske ustave pravi, da "Republika ščiti z ustreznimi zakoni jezikovne manjšine". Pred letom 1999 je to prišlo do izraza predvsem v nekaterih deželah s posebnim statutom (Dolina Aoste, Trentinsko - Zgornje Poadižje, Furlanija - Julijska Krajina), toda z zakonom št. 482 z dne 15. decembra 1999, ki govori o "Pravilih za zaščito zgodovinskih jezikovnih manjšin", so bile dokončno priznane vse manjšine v Italiji. 2. člen izrecno našteva "albanske, katalonske, germanske, grške, slovenske in hrvatske prebivalce ter tiste, ki govorijo francosko, frankoprovansalsko, furlansko, ladinsko, okcitansko in sardinsko". Omembe vredno je, da so tako priznane vse manjšine iz germanske jezikovne skupine, medtem ko so zgolj selektivno zastopane ostale indoevropske skupine, neevropski jeziki pa sploh niso upoštevani.
Ugleden italijanski vir, za katerega je odgovorna Videmska pokrajina, navaja naslednje podatke za vsakega od omenjenih jezikov:
| Manjšinski jezik                      | Področja v Italiji | Približno št. govorcev                       |
| albanščina                            | Kalabrija, Kampanija, Molize, Apulija, Bazilikata, Sicilija                                                                     | 79.000                                       |
| francoščina                           | Dolina Aoste, Cuneo (pokrajina), Torino (pokrajina)                                                                             | 20.000                                       |
| frankoprovansalščina ali arpitanščina | Dolina Aoste, Torino (pokrajina), Foggia (pokrajina)                                                                            | 20.000                                       |
| furlanščina                           | Videmska pokrajina, Goriška pokrajina, Pordenone (pokrajina), Portogruaro                                                       | 550.000                                      |
| grščina                               | Apulija, Kalabrija | 12.000                                       |
| hrvaščina                             | Molize | 2.400                                        |
| katalonščina                          | Alghero | 20.000                                       |
| ladinščina                            | Trentinsko - Zgornje Poadižje, Belluno (pokrajina)                                                                              | 30.000                                       |
| nemščina                              | Bolzano (pokrajina); germanske skupine walser v Dolini Aoste in pokrajini Vercelli, Cimbri v pokrajinah Verona, Vicenza, Trento | 270.000 v Bocenski pokrajini, 10.000 ostalih |
| okcitanščina                          | Cuneo (pokrajina), Torino (pokrajina)                                                                                           | 40.000                                       |
| sardinščina                           | Sardinija razen mesta Alghero, Sassari a Gallura                                                                                | 1.000.000                                    |
| slovenščina                           | Tržaška pokrajina, Goriška pokrajina, Videmska pokrajina                                                                        | 50.000 (1)                                   |

Opomba (1): Podatek je iz omenjenega vira. Edini povojni popis Slovencev v Italiji, ki ga je izvedel ISTAT, je iz leta 1971 in navaja število 43.000. Po tem datumu ni več uradnih podatkov zaradi nasprotovanja slovenske manjšine v Trstu. Neuradna ocena se danes giblje okoli števila 61.000, kar je skladno s podatki Ministrstva iz leta 2004, po katerih je slovensko govoreče prebivalstvo ocenjeno na 25.289 oseb na Tržaškem, 11.811 na Goriškem in 24.279 v Beneški Sloveniji in Reziji.